# Primeros Memoriales
Il Primeros Memoriales (Prime Memorie) è un manoscritto illustrato in lingua nahuatl scritto dal missionario francescano Bernardino de Sahagún e dai suoi assistenti indigeni a Tepepulco, come prima parte del suo progetto di documentare la società Nahua precolombiana, noto come Historia General de las Cosas de Nueva España (Storia Generale delle Cose della Nuova Spagna).

## Titolo
Il titolo Primeros Memoriales fu dato al manoscritto dallo storico ed archivista messicano Francisco del Paso y Troncoso, quando ne riprodusse una versione facsimile nel 1906.